# قبض الريح (مسلسل)
مسلسل قبض الريح هو أحد الأعمال التليفزيونية الدرامية الاجتماعية السورية من إنتاج عام 1991

## نبذة عن العمل
من تأليف عصام ميرزو وإخراج يوسف رزق تدور أحداثه في دمشق حول قصة عائلة تاجر أقمشة يدعى أبو أحمد الذي يقع في حب إحدى زبوناته أم رندة وهي أرملة ولديها ابنة وحيدة تكون على علاقة حب بأحمد ابن الرجل الذي تريد الزواج به تتوتر العلاقات بين أفراد العائلة وتنتهي بزواج أحمد من رندة وموت أبو أحمد تصاب بعدها أم رندة بمرض نفسي وعودة أم أحمد لعائلتها لتعيش معهم حياة سعيدة، كان أول دور قامت به نورمان أسعد حيث كانت في سن التاسعة عشرة

## الممثلون
- نجاح حفيظ: (أم أحمد)
- خالد تاجا: (أبو أحمد)
- عباس النوري: (أحمد)
- نسيمة ضاهر :(سميحة)
- وفاء موصللي :(أم رندة)
- نورمان أسعد :(رندة الحسن)
- هدى شعراوي :(الجارة أم أبراهيم)